# كيفن بوا
كيفن بوا (بالإسبانية: Kevin Bua)‏ (مواليد 11 أغسطس 1993) هو لاعب كرة قدم سويسري يجيد اللعب في مركز خط الوسط الهجومي , ويلعب أيضًا كجناح أيمن أو أيسر , ويلعب حاليًا لنادي بازل السويسري.

## بطولات وإنجازات اللاعب

### زيورخ
- كأس سويسرا: 2015-2016

## روابط خارجية
- كيفن بوا على موقع الاتحاد الأوربي (الإنجليزية)
- كيفن بوا على موقع قاعدة بيانات كرة القدم.إي يو (الإنجليزية)
- كيفن بوا على موقع Soccerway.com (الإنجليزية)
- كيفن بوا على موقع عالم كرة القدم.نت (الإنجليزية)
- كيفن بوا على موقع AS.com (الإسبانية)

- Kevin Bua